# Nainital
Nainital è una città dell'India di 38 559 abitanti, capoluogo del distretto di Nainital e della divisione di Kumaon, nello stato federato del Uttarakhand. In base al numero di abitanti la città rientra nella classe III (da 20 000 a 49 999 persone).

## Geografia fisica
La città è situata a 29° 22' 60 N e 79° 27' 0 E e ha un'altitudine di 2083 m s.l.m.

## Società

### Evoluzione demografica
Al censimento del 2001 la popolazione di Nainital assommava a 38 559 persone, delle quali 20 951 maschi e 17 608 femmine. I bambini di età inferiore o uguale ai sei anni assommavano a 3.615, dei quali 1 901 maschi e 1 714 femmine. Infine, coloro che erano in grado di saper almeno leggere e scrivere erano 31 366, dei quali 17 929 maschi e 13 437 femmine.